# Яново (Ґрифицький повіт)
Яново (пол. Janowo, нім. Johannisthal) — село в Польщі, у гміні Карниці Ґрифицького повіту Західнопоморського воєводства.
Населення — 9 осіб (2011).
У 1975-1998 роках село належало до Щецинського воєводства.

## Демографія
Демографічна структура станом на 31 березня 2011 року:
|          | Загалом | Допрацездатний вік | Працездатний вік | Постпрацездатний вік |
| -------- | ------- | ------------------ | ---------------- | -------------------- |
| Чоловіки | 4       | 1                  | 3                | 0                    |
| Жінки    | 5       | 1                  | 2                | 2                    |
| Разом    | 9       | 2                  | 5                | 2                    |